# Comic Beam
Comic Beam (コミックビーム?, Komikku bīmu) è una rivista giapponese di manga per un pubblico seinen, pubblicata da Enterbrain mensilmente dall'11 novembre 1995. Nel 2006 ha avuto una circolazione di 25 000 copie.
Tra i manga pubblicati da questa rivista risalta l'opera maggiore di Kaoru Mori, Emma, oppure Koi no Mon o Hanyu-new, trasposto in film nel 2004.

## Mangaka e manga delComic Beam
- Astral Project - Tsuki no Hikari (Astral Project 月の光?) di Kunihito Takeya
- Bambi and Her Pink Gun (BAMBi?) di Atsushi Kaneko
- Desert Punk (砂ぼうず?) di Usune Masatoshi
- Emma - Una storia romantica (エマ?) di Kaoru Mori
- Emma Bangaihen (エマ 番外篇?) di Kaoru Mori
- Fancy Gigolo Peru (ファンシージゴロ▼ペル?) di Junko Mizuno
- Hōrō Musuko (放浪息子?) di Takako Shimura
- Ibara no Ō (いばらの王?) di Yūji Iwahara
- Koi no Mon (恋の門?) di Hanyu-new
- Shōnen Shōjo (少年少女?) di Satoshi Fukushima
- Soil (ソイル?) di Atsushi Kaneko
- Yajikita in Deep (弥次喜多 in DEEP?) di Kotobuki Shiragari